# واسیلیس دیمیتریادیس
واسیلیس دیمیتریادیس (یونانی: Βασίλης Δημητριάδης؛ زادهٔ ۱ فوریهٔ ۱۹۶۶) بازیکن فوتبال اهل یونان است.
از باشگاه‌هایی که در آن بازی کرده‌است می‌توان به آ. ا. ک آتن و آریس سالونیک اشاره کرد.
وی همچنین در تیم ملی فوتبال یونان بازی کرده است.